# Фаленопсис
Фаленопсис (лат. Phalaenopsis) — рід трав'янистих рослин родини зозулинцевих. Включає епіфітів, які в природі оселяються в тріщинах кори, дуплах, розвилках гілок і стовбурів дерев. Фаленопсиси зростають у вологих низинних лісах на висоті 100—400 м над рівнем моря, де вони захищені від прямого сонячного світла, інколи зростають як літофіти на покритих мохом скелях (виходах скельних порід). Ареал роду охоплює Південно-Східну Азію, Філіппіни і північний схід Австралії.
Абревіатура родової назви — Phal.
Багато представників роду і гібриди з їх участю популярні в кімнатному і оранжерейному квітникарстві, а також широко представлені в ботанічних садах.

## Ареал і поширення
Рід поширений від Гімалаїв, Індії, Бірми, Південно-Східної Азії, Малайзії, Філіппін до Індонезії, Нової Гвінеї і Австралії.
Фаленопсис зустрічаються у сезонно сухих і сезонно прохолодних місцях. Таким чином, в межах роду можна виділити 3 екологічні групи, які чітко розділяються.

## Філогенез
Останні дослідження засновані на молекулярних методах привели до появи нових поглядів на систематику і склад роду фаленопсис.
«Філогенезове дерево» роду має дві основні гілки. Перша включає види, що мають 4 полінії (підроди Proboscidiodes, Parishianae і секція Esmeralda в Південному Китаї, Індії і Індокитаї). Друга об'єднує види з 2 поллініями (підроди Phalaenopsis, Polychilos і секція Fuscatae в Малайзії, Індонезії і на Філіппінах). Біогеографія роду фаленопсис відображає геологічну історію цих регіонів.
Передбачуваний центр виникнення роду знаходиться на півдні Китаю. Встановлено, що відмінності в групі видів близьких Phal. lueddemanniana сталися в плейстоцені. Секції Deliciosae і Stauroglottis розділилися близько 10 і 21 мільйонів років тому.

## Біологічний опис
Це великий рід з триби Вандових. Представники роду — моноподіальні рослини з сильно укороченим стеблом і широкими шкірястими листками. Зростання рослини відбувається тільки в одному напрямку — вгору.

### Листя
Листки фаленопсисів зібрані в розетку — по 3-5 листків при корені. Листки вічнозелені, завдовжки 5-30 см. У деяких видів на листі красивий мармуровий малюнок.
Листки дворядно розташовані, подовжено-яйцеподібні, м'ясисті, шкірясті, сидячі або з коротким черешком, однорідно забарвлені (від світло- до темнозелених) або з коричневими або сріблястими крапочками і цятками. Кожен рік утворюється 1-2 листка, всього на рослині одночасно може бути 5-6 листків, на дорослих здорових екземплярах — до 10 листків.
З пазух між листям рослина випускає повітряні корені і пагін.

### Пагін
Пагін — довгий, часто розгалужений, у багатьох видів з великою кількістю досить великих квіток.

### Квітки, суцвіття і цвітіння
Тривале цвітіння (строком до трьох місяців) дозволяє насолоджуватися їх виглядом тривалий час.
Суцвіття фаленопсисів (кількість квітів може сягати 200, і розкриватися вони можуть протягом кількох місяців) — пряма, нахилена або звисаюча, мало- або багатоквіткова китиця або волоть, яка утворюється з генеративних бруньок, розташованих у пазусі кожного листка. Одночасно на рослині може бути до трьох квітконосів.

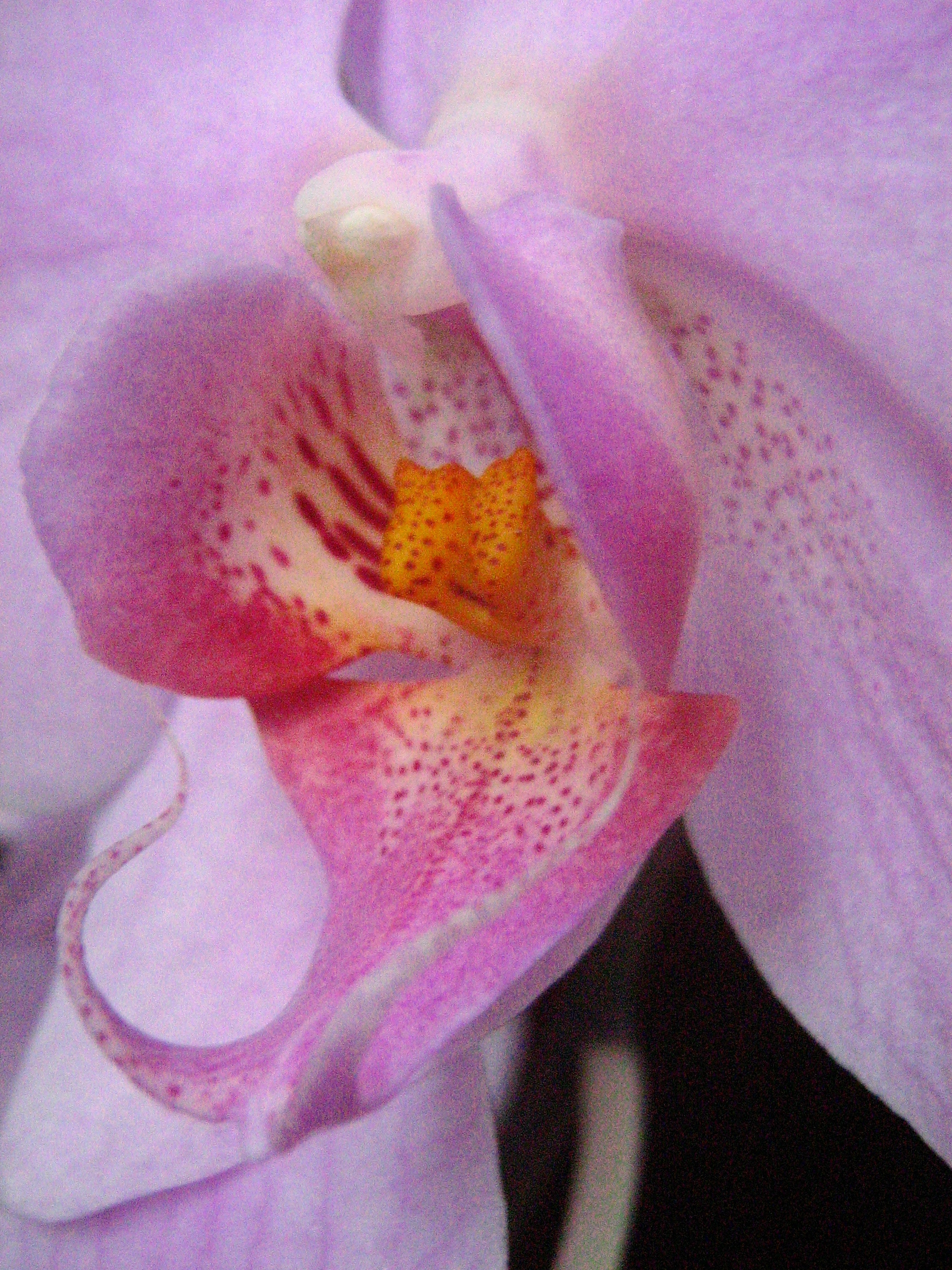
Губа фаленопсису, на якій добре видно вусики — вирости.

Квітки дрібні або великі, м'ясисті, забарвлення у них різних відтінків рожевого та фіолетового, а можуть бути і чисто-білими.
Такі види мають запашні квітки: Phalaenopsis amabilis , Phalaenopsis bellina (найбільш сильний і приємний аромат в порівнянні з іншими видами роду), Phalaenopsis corningiana , Phalaenopsis gigantea (слабкий, солодкуватий аромат), Phalaenopsis lueddemanniana (сильний, приємний аромат), Phalaenopsis mannii , Phalaenopsis mariae  (слабкий аромат), Phalaenopsis modesta (сильний, приємний аромат), Phalaenopsis pulchra , Phalaenopsis reichenbachiana (затхлий запах), Phalaenopsis schilleriana (аромат з'являється в останні тижні цвітіння), Phalaenopsis speciosa , Phalaenopsis stuartiana(слабкий аромат), Phalaenopsis sumatrana , Phalaenopsis tetraspsis (сильний аромат), Phalaenopsis venosa (неприємний запах), Phalaenopsis violacea , Phalaenopsis wilsonii.
Нижня губа зазвичай більш насиченого кольору і вигадливої форми — з двома виступаючим лопатями в основі і роздвоєна на верхівці.
Для фаленопсисів характерна наявність на середній лопаті губи довгих або коротких, схожих на вусики виростів.

### Корінь
У фаленопсиса добре розвинені повітряні корені, які бувають двох типів: типові циліндричні, що звисають, довгі, м'ясисті, часто зелені (містять хлорофіл і, як і листя, виконують фотосинтезуючу функцію), з яскраво-зеленими або пурпуровими кінчиками, і плоскі стрічкоподібні повітряні корені, які прикріплюються до кори, каміння. У епіфітів корені утворюють щось подібне до гнізда, в якому затримується дрібнозем, що заносяться вітром, і рослинними залишками. Крім того, у фаленопсисів є субстратні корені — циліндричні, як правило, більшого діаметра, ніж повітряні.

### Запилення
У природі фаленопсис запилюються, як правило, комахами, однак цей процес недостатньо вивчений. Так, в наш час[коли?] ситуація в цьому питанні зрозуміла тільки з фаленопсисом приємним, який запилюють великі джмелі, причому часто і успішно — половина квіток утворює плоди. Що стосується інших видів, то відомо, що фаленопсис оленерогий і фаленопсис Манна запилюються дрібнішими бджолами, а на рослинах фаленопсис Люддеманна (Філіппіни) за рік зав'язуються всього 1-2 коробочки.

## Історія опису та етимологія назви

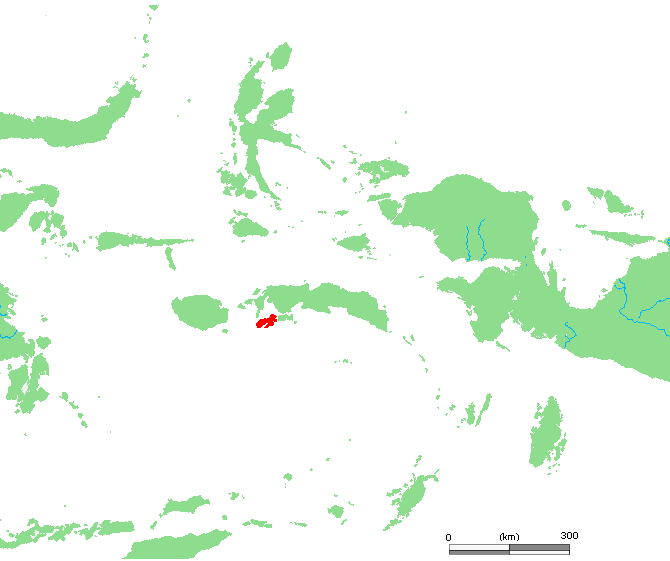
Острів Амбон (червоний)

Перший вид роду — фаленопсис приємний — був виявлений в 1653 році на острові Амбон (Молуккські острови) голландським мандрівником і натуралістом Георгом Румпфіусом (Georg Rumphius), який назвав його Angraecum album majus. Румфіус під час служби в Данській Східно-індійській компанії (Dutch East India Company) відвідав острів Амбон біля узбережжя Нової Гвінеї, де описав, проілюстрував і склав каталог тварин і рослин, серед яких були 170 видів орхідей, зокрема, два види рослин, які пізніше назвуть фаленопсис. Ця робота залишилася невідомою і була опублікована лише в 1750 році.
Перший екземпляр фаленопсиса приємного привіз до Англії в 1752 році Пер Осбек, який він знайшов на маленькому острівці по сусідству з островом Тернате і послав гербарій Карлу Ліннею, що в 1753 році описав його у своїй знаменитій роботі «Види рослин» під назвою епідендрум чарівний (лат. Epidendrum amabilis). Епідендрум у перекладі з давньогрецької означає «живучий на дереві» (епіфіт).
У 1825 році данський ботанік Карл Блюме (директор гербарію в Лейдені, Голландія) знайшов дві орхідеї Румфіуса на маленькому острівці Малайського архіпелагу. Розглядаючи джунглі в сутінках в польовий бінокль, він прийняв орхідеї за білих нічних метеликів. У пам'ять про свою помилку Блюме назвав рід Phalaenopsis, що означає «метеликоподобний» (грец. phalania — «метелик», грец. opsis — «подібність»), а перший вид, описаний раніше К. Ліннеєм, назвав фаленопсисом приємним (лат. Phalaenopsis amabilis).
Нові рослини відразу стали дуже популярними в Європі. Перший гібрид був отриманий в 1875 році в Англії в розпліднику компанії «Veitch & Son's».
В даний час існує безліч сортів і гібридів даного роду. Це рослини з більшими, ніж у початкових видів, квітками, зібраними в багатоквіткові суцвіття, і з тривалим періодом цвітіння протягом усього року.
Попри те, що більшість фаленопсисів виявлено в XIX ст., деякі були відкриті порівняно недавно, наприклад, Ф. фліресенсіс (лат. Ph. fliresensis) в 1988 році, а Ф. Лоу (лат. Ph. lowii) знову виявлений в 1996 році.

## Проблема охорони зникаючих видів
Місця поширення всіх видів фаленопсиса знаходяться під сильним впливом людини. У всіх місцях їх поширення триває знищення тропічних лісів і перетворення їх на сільськогосподарські угіддя. Надмірний збір рослин для експорту з метою задоволення попиту з боку колекціонерів орхідей підриває численність видів, що ростуть у ще збережених природних середовищах існування. Деякі види фаленопсиса в наш час[коли?] відомі тільки по описах зробленим більше 100 років тому.
Щоб захистити рослини були прийняті правила, що регулюють торгівлю. Всі види роду Фаленопсис входять до Додатка II Конвенції CITES. Мета Конвенції полягає в тому, щоб гарантувати, що міжнародна торгівля дикими тваринами і рослинами не створює загрози їх виживанню. Реальна проблема полягає не в торгівлі рослинами, а в руйнування природного середовища проживання в місцях їх зростання.

## Фаленопсис в культурі, догляд

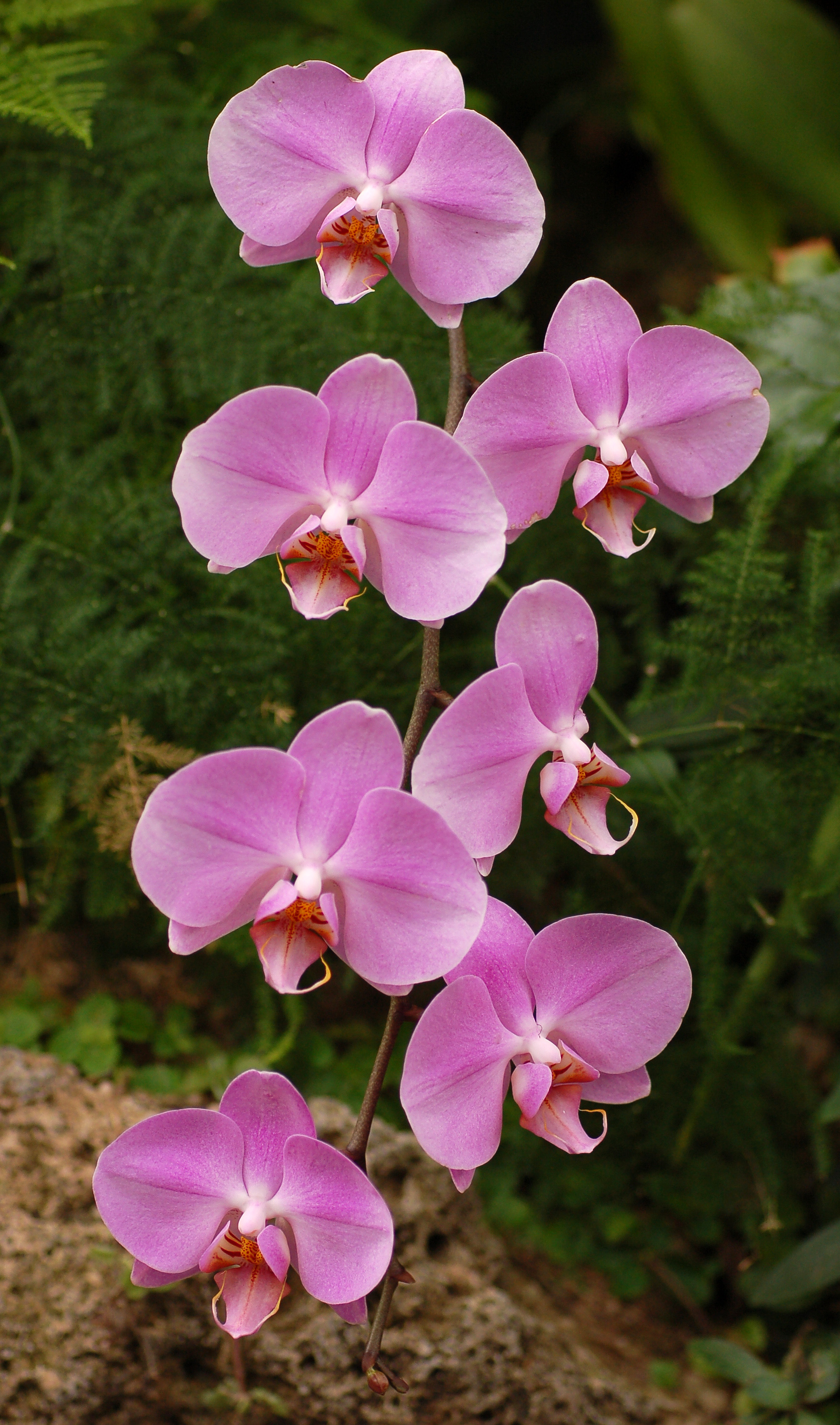
Гібридний фаленопсис

Ці рослини вважаються одними з найневибагливіших із родини орхідей, а також найпопулярнішими.
У кімнатних умовах фаленопсис вирощують або в пластикових горщиках (часто прозорих), або методом блок-культури. Прозорі пластикові горщики використовуються для контролю вологості субстрату і стану кореневої системи.
Більшу частину видових і гібридних фаленопсисів можна утримувати при відносній вологості повітря 40-50 %, за іншими даними 60-70 %, а ще за іншими даними 70-80 %. Для локального збільшення вологості горщик ставлять на піддон з мокрим керамзитом. Також корисно обприскування повітря навколо листя. Слід стежити, щоб вода не потрапляла в пазухи листя: це може викликати загнивання.
Мінімальна температура вночі 60-65 °F, а середня денна температура повинна бути близько 75-80 °F. Більшість видів і гібридів відносяться до теплої температурної групи. Для успішного цвітіння бажаний перепад між денними і нічними температурами в 5-10°С.
Для фаленопсисів освітлення з непрямими сонячними променями є найвигіднішим.
Більшість фаленопсисів — рослини без чітко вираженого періоду спокою, тому протягом усього року полив повинен бути помірний, але регулярний. Субстрат повинен бути завжди вологий, але не мокрий. Для поливу використовується вода (бажано м'яка або така, що пройшла очищення методом зворотного осмосу) кімнатної температури.
Майже всі фаленопсиси — епіфітні рослини, в природних умовах вони ростуть на стовбурах і гілках дерев. Вологою, мінеральними і органічними речовинами їх забезпечують численні фотосинтезуючі повітряні корені, якими вони кріпляться до кори дерев і рослинним залишках накопичуються в розвилках гілок. Тому в кімнатній і оранжерейній культурі корінням цих рослин потрібна циркуляція повітря.
Як дренаж, на дно горщика можна насипати керамзит або шматочки пінопласту. Субстрат для посадки готують з суміші великих шматочків кори сосни, сфагнуму, перліту або керамзиту і деревного вугілля у співвідношенні 3:1:1:1.
Підживлення спеціальним добривом для орхідей або комплексним мінеральним добривом проводяться 1 раз на один-два тижні. Пересадку здійснюють один раз на рік після цвітіння.
Існує успішний досвід реанімації фаленопсисів, що втратили коріння у воді.
Коли фаленопсис відцвіте, обріжте стебло на половину, продовжуйте доглядати за нею і, можливо, вона повторно зацвіте.

## Хвороби та шкідники
Основна стаття: Шкідники і хвороби орхідних закритого ґрунту
До шкідників рослин належать до родини орхідних, в тому числі і до роду Фаленопсис, можна віднести понад 32 види, що належать до 4 класів, 7 родів. Також відомо більше 90 грибів, бактерій і вірусів, що викликають хвороби орхідних: плямистість листя, гниль коренів, молодих пагонів, туберодій, листя і квіток.
Своєчасне виявлення шкідників і діагностика збудників захворювань, знання їх біології та характеру ураження ними рослин, ефективна система боротьби з ними є невід'ємною частиною комплексу робіт з культивування рослин родини орхідних.
Причинами ураження рослин можуть бути: порушення правил карантину, помилки агротехніки, недотримання вимог рослин до гігро- та терморежиму. На видовий склад патогенів та характер їх взаємовідносин величезний вплив роблять флористичний склад орхідних, екологічні умови і умови вирощування рослин: субстрат, система добрив, аерація, полив, освітлення і проведені захисні заходи.

## Селекція фаленопсисів
Основна стаття: Селекція фаленопсисів

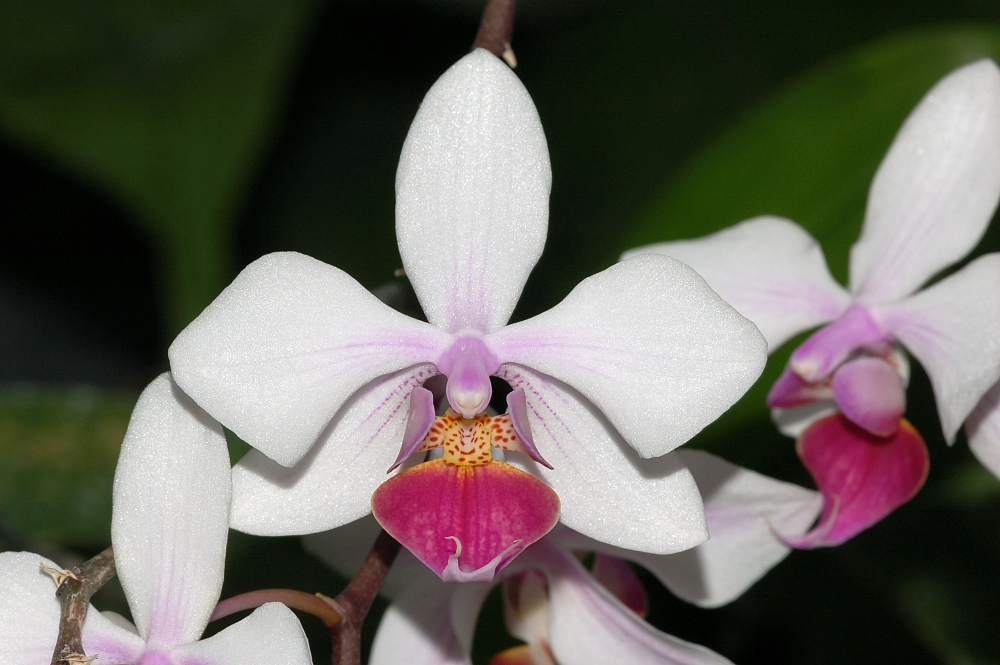
Квітка першого штучного гібрида фаленопсис -Phalenopsis × intermedia

Сьогодні виробництво і вирощування орхідей є великим міжнародним бізнесом. За даними Міністерства сільського господарства США у 2000 році загальна сума оптових продажів орхідей склала близько 100,000,000 $ з них на фаленопсиси припадає близько 75 %.

## Фаленопсис в літературі і кінематографі
" Ніро Вульф показує свою колекцію орхідей тільки знавцям, які розуміються на них. Він не терпить в оранжереї людей, які роблять вигляд, ніби вони можуть відрізнити фаленопсис Стюарта від фаленопсиса Шиллера, а насправді не знають різниці між трояндою і братками ".
«Все почалося в Омасі» (1956) Рекс Стаут.

## Систематика
За монографії Є. А. Крістенсон: Phalaenopsis — Монографія, лісоматеріалів Прес Inc, 2001.
- Підрід Proboscidiodes (Rolfe) E.A.Christ.

Phalaenopsis lowii

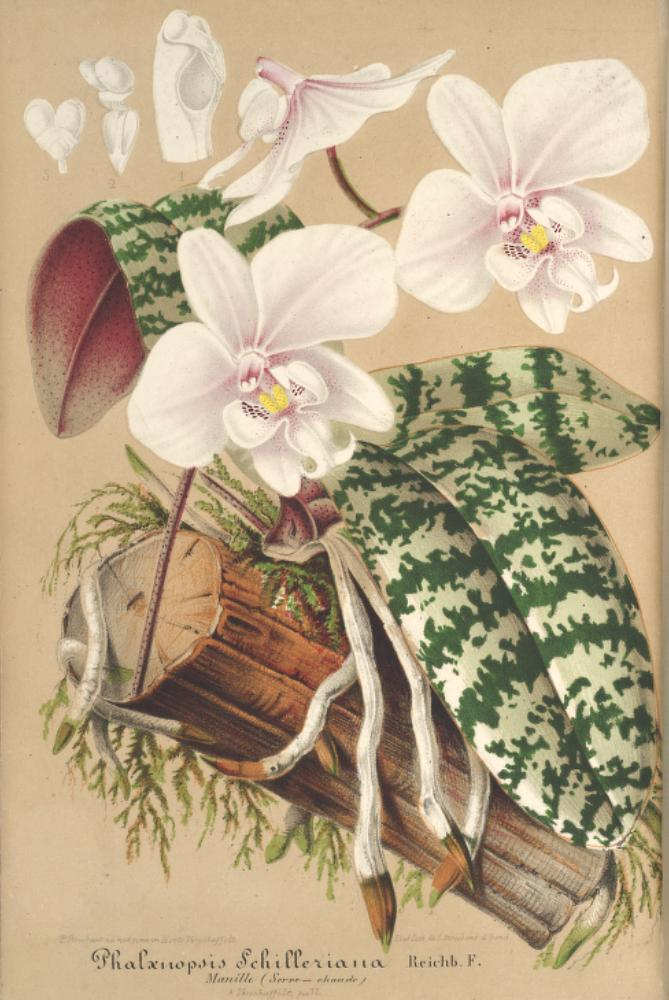
Phalaenopsis schilleriana Rchb.f 1860
Ботанічна ілюстрація із «L'Illustration horticole». Revue mensuelle des serres et des jardins by Éduard André (editor) and published by Jean Jules Linden, Gand, 1854—1871, vol. 10 pl. 348

- Підрід Aphyllae (Sweet) E.A.Christ. (зірочкою відзначені види спочатку входили в рід Kingidium)

Phalaenopsis taenialis*, Phalaenopsis braceana*, Phalaenopsis minus*, Phalaenopsis wilsonii, Phalaenopsis stobartiana, Phalaenopsis hainanensis, Phalaenopsis honghenensis.
- Підрід Parishianae (Sweet) E.A.Christ.

Phalaenopsis appendiculata, Phalaenopsis gibbosa, Phalaenopsis lobbii, Phalaenopsis parishii.
- Підрід Polychilos (Breda) E.A.Christ.

Секція Polychilos (Breda) Rchb.f. 

Phalaenopsis mannii, Phalaenopsis cornu-cervi, Phalaenopsis borneensis, Phalaenopsis pantherina. 

Секція Fuscatae Sweet 

Phalaenopsis cochlearis, Phalaenopsis viridis, Phalaenopsis fuscata, Phalaenopsis kunstleri. 

Секція Amboinenses Sweet 

Phalaenopsis pulchra, Phalaenopsis violacea, Phalaenopsis bellina, Phalaenopsis micholitzii, Phalaenopsis fimbriata, Phalaenopsis floresensis, Phalaenopsis robinsonii, Phalaenopsis gigantea, Phalaenopsis fasciata, Phalaenopsis doweryensis, Phalaenopsis luteola, Phalaenopsis modesta, Phalaenopsis maculata, Phalaenopsis javanica, Phalaenopsis mariae, Phalaenopsis amboinensis, Phalaenopsis lueddemanniana, Phalaenopsis venosa, Phalaenopsis reichenbachiana, Phalaenopsis pallens, Phalaenopsis bastianii, Phalaenopsis hieroglyphica. 

Секція Zebrina Pfitz. 

Phalaenopsis inscriptiosinensis, Phalaenopsis speciosa, Phalaenopsis tetraspis, Phalaenopsis corningiana, Phalaenopsis sumatrana.
- Підрід Phalaenopsis

Секція Phalaenopsis 

Phalaenopsis philippinensis, Phalaenopsis stuartiana, Phalaenopsis amabilis, Phalaenopsis aphrodite, Phalaenopsis sanderiana, Phalaenopsis schilleriana. 

Секція Deliciosae E.A.Christ. 

Phalaenopsis chibae, Phalaenopsis deliciosa*, Phalaenopsis mysorensis. 

Секція Esmeralda Rchb.f. (раніше ці види відносилися до роду Doritis) 

Phalaenopsis buyssoniana, Phalaenopsis pulcherrima, Phalaenopsis regnieriana. 

Секція Stauroglottis (Schauer) Benth. 

Phalaenopsis equestris, Phalaenopsis celebensis, Phalaenopsis lindenii.

### Види
| - Phalaenopsis amabilisтиповий - Phalaenopsis amboinensis - Phalaenopsis aphrodite - Phalaenopsis appendiculata - Phalaenopsis bastianii - Phalaenopsis bellina - Phalaenopsis borneensis - Phalaenopsis braceana - Phalaenopsis buyssoniana - Phalaenopsis celebensis - Phalaenopsis chibae - Phalaenopsis cochlearis - Phalaenopsis corningiana - Phalaenopsis cornu-cervi - Phalaenopsis deliciosa - Phalaenopsis doweryensis - Phalaenopsis equestris - Phalaenopsis fasciata - Phalaenopsis fimbriata - Phalaenopsis floresensis - Phalaenopsis fuscata - Phalaenopsis gibbosa - Phalaenopsis gigantea | - Phalaenopsis hainanensis - Phalaenopsis hieroglyphica - Phalaenopsis honghenensis - Phalaenopsis inscriptiosinensis - Phalaenopsis javanica - Phalaenopsis kunstleri - Phalaenopsis lamelligera - Phalaenopsis lindenii - Phalaenopsis lobbii - Phalaenopsis lowii - Phalaenopsis lueddemanniana - Phalaenopsis luteola - Phalaenopsis maculata - Phalaenopsis malipoensis - Phalaenopsis mannii - Phalaenopsis mariae - Phalaenopsis micholitzii - Phalaenopsis minus - Phalaenopsis modesta - Phalaenopsis mysorensis - Phalaenopsis pallens - Phalaenopsis pantherina - Phalaenopsis parishii | - Phalaenopsis petelotii - Phalaenopsis philippinensis - Phalaenopsis pulcherrima - Phalaenopsis pulchra - Phalaenopsis regnieriana - Phalaenopsis reichenbachiana - Phalaenopsis robinsonii - Phalaenopsis sanderiana - Phalaenopsis schilleriana - Phalaenopsis speciosa - Phalaenopsis stobartiana - Phalaenopsis stuartiana - Phalaenopsis sumatrana - Phalaenopsis taenialis - Phalaenopsis tetraspsis - Phalaenopsis venosa - Phalaenopsis violacea - Phalaenopsis viridis - Phalaenopsis wilsonii - Phalaenopsis zebrina |

## Галерея

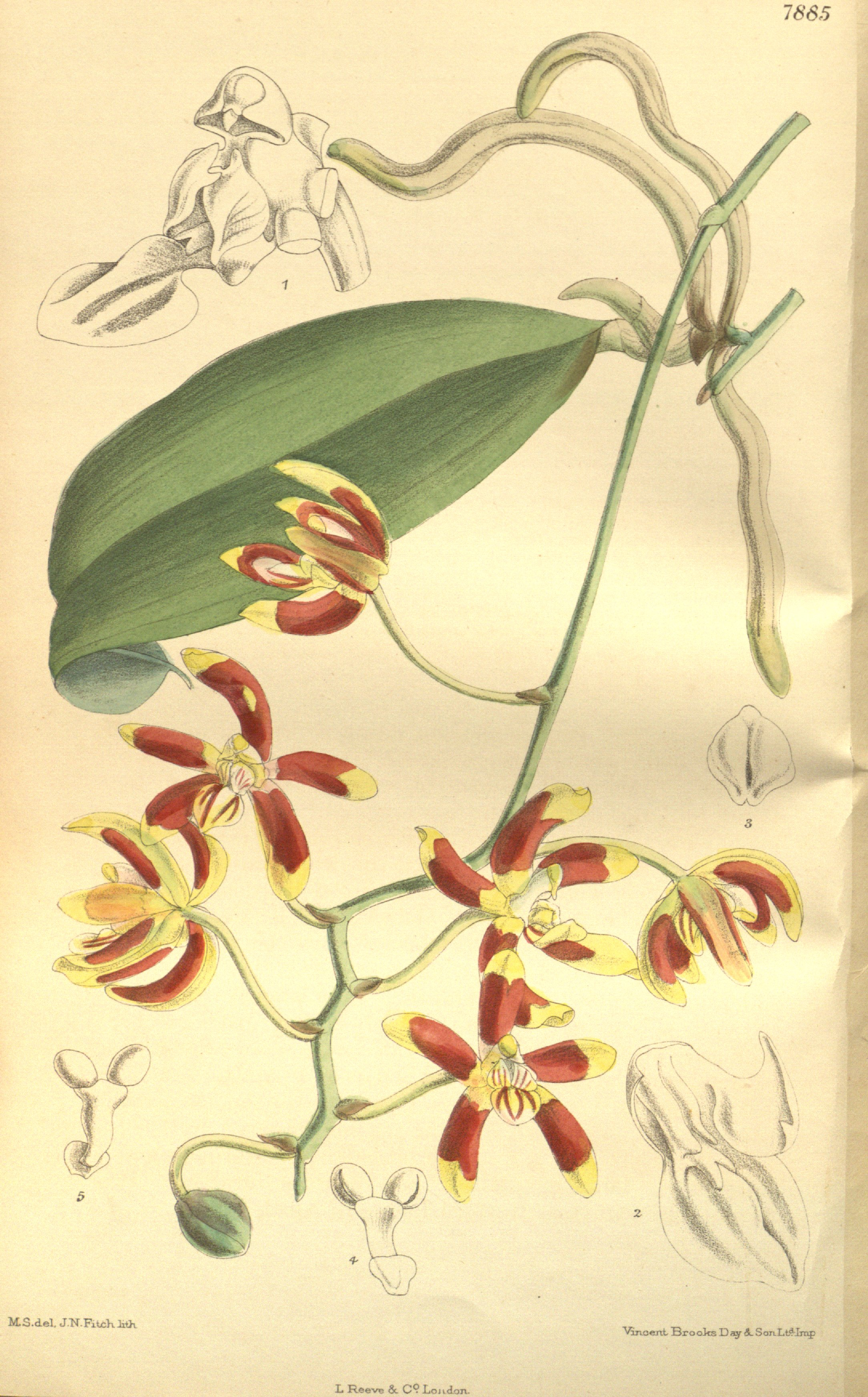
Phalaenopsis kunstleri
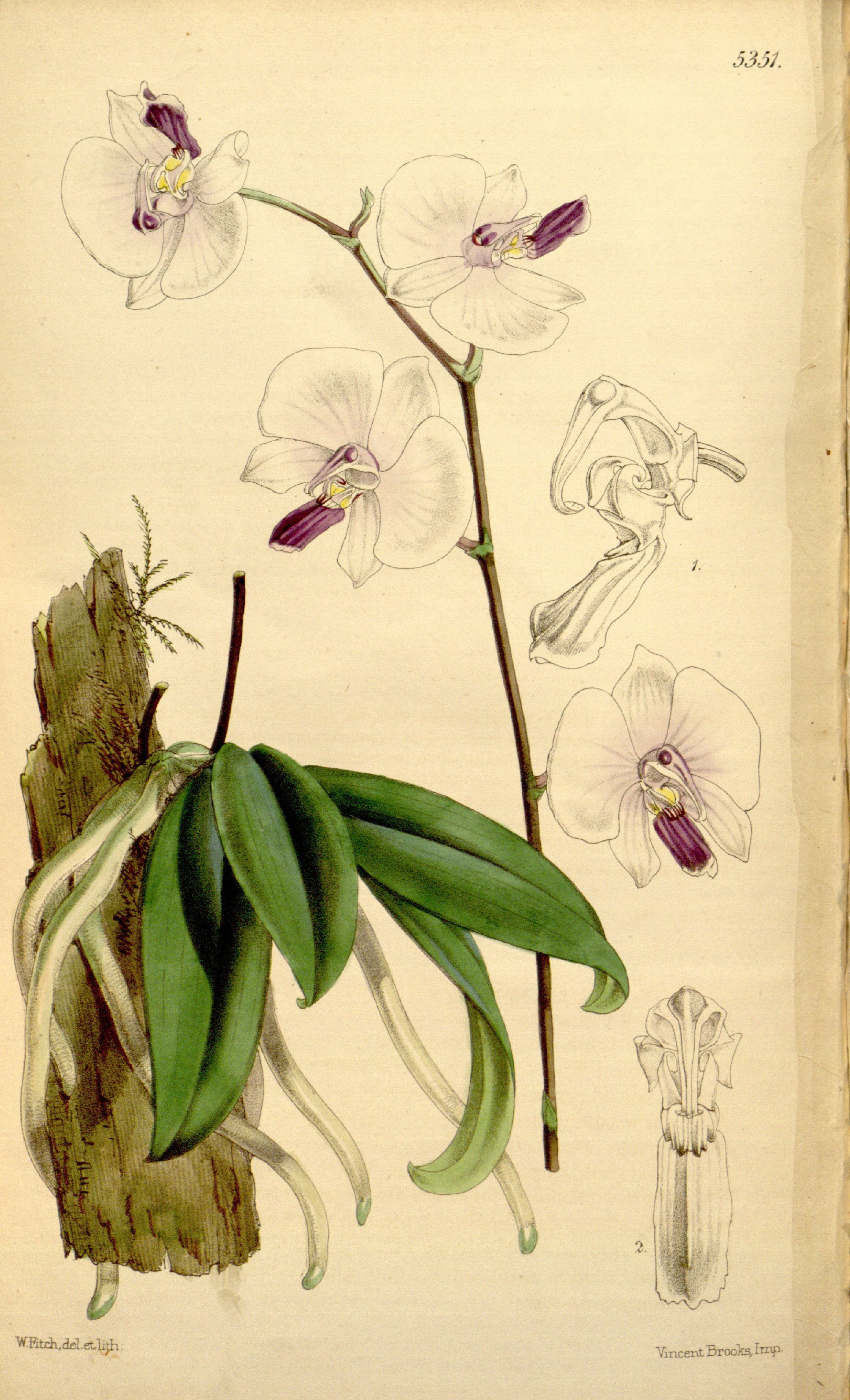
Phalaenopsis lowii
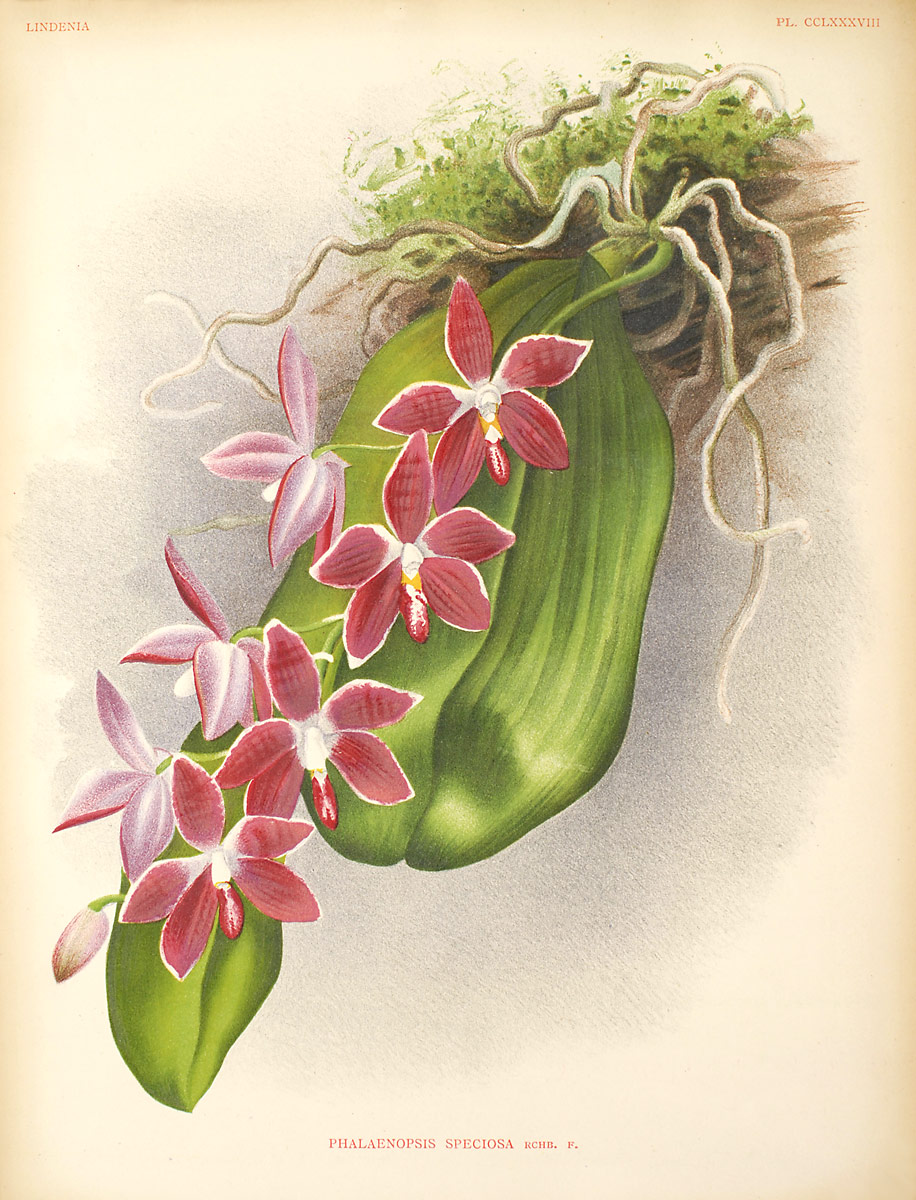
Phalaenopsis speciosa
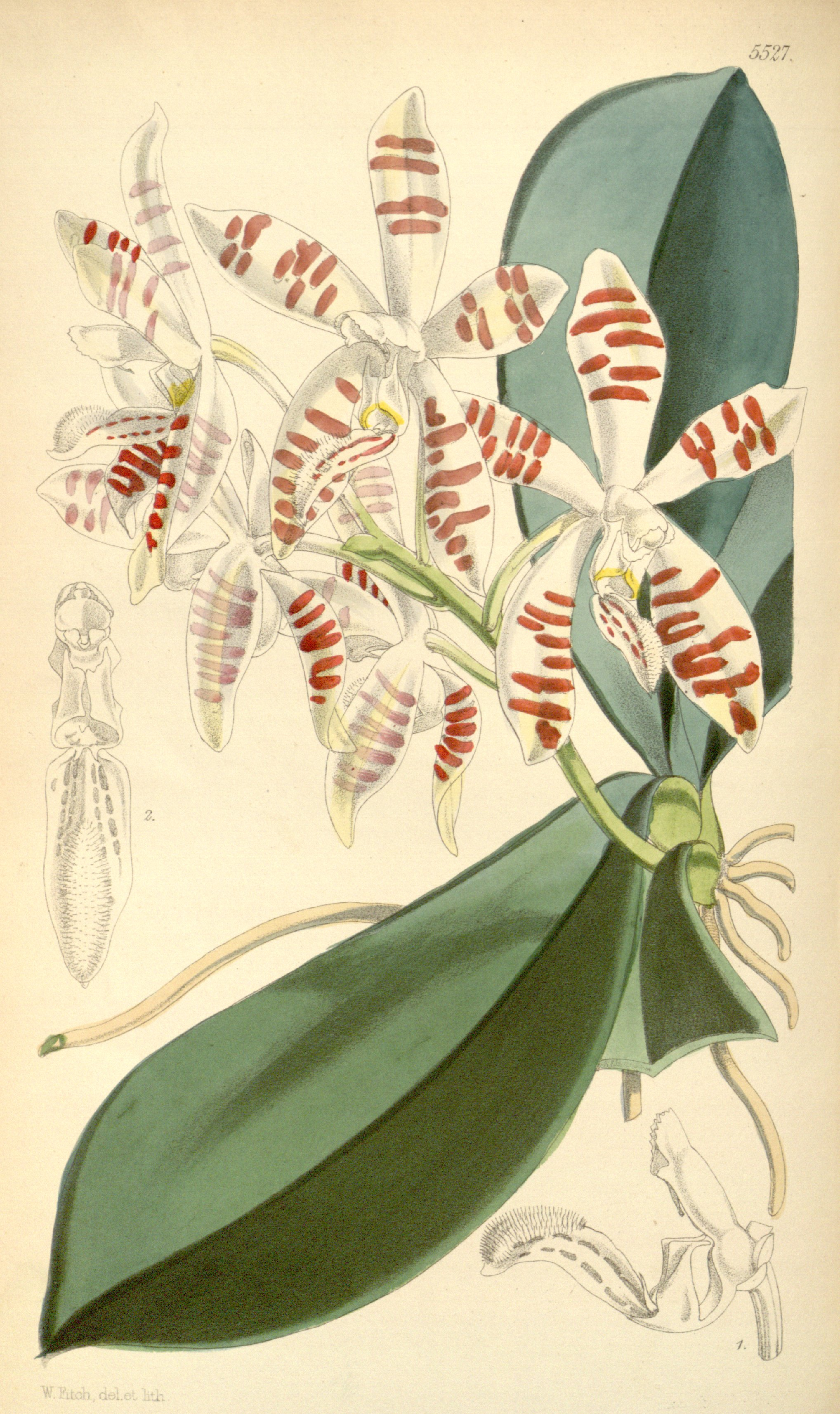
Phalaenopsis sumatrana
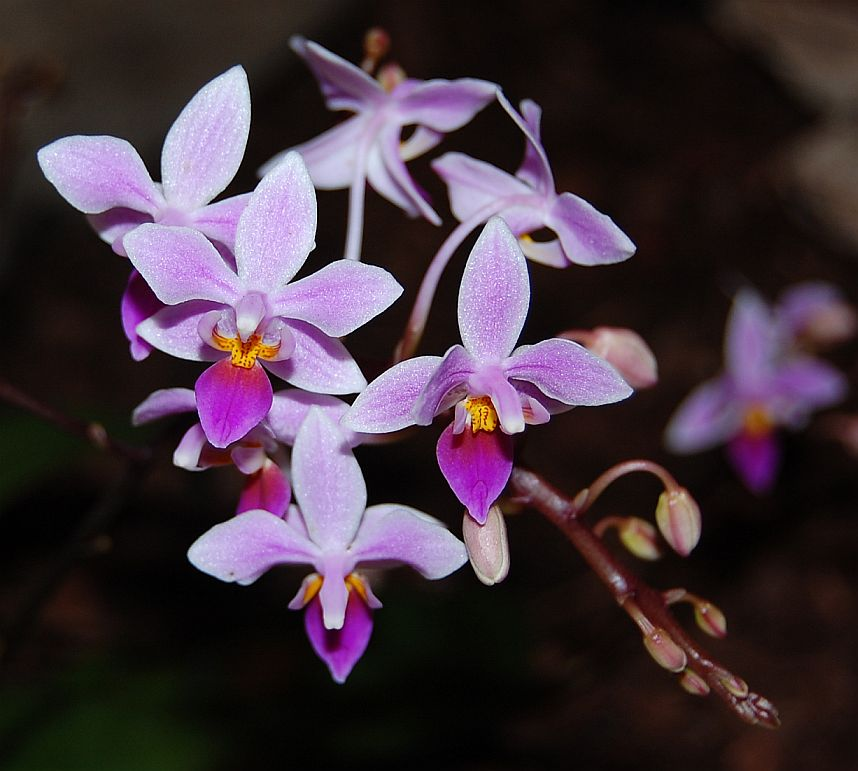
Phalaenopsis equestris
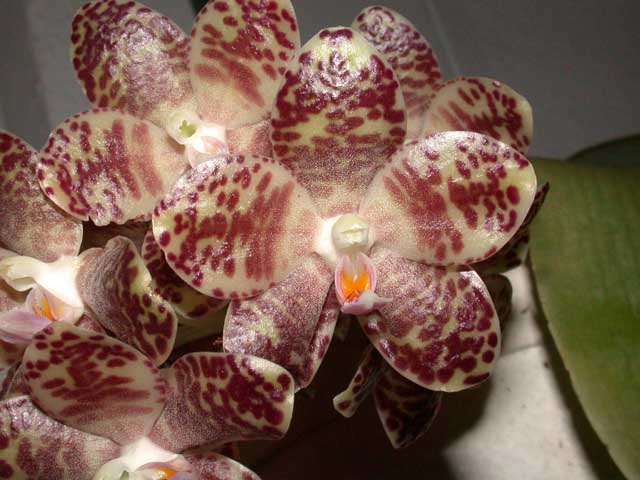
Phalaenopsis gigantea
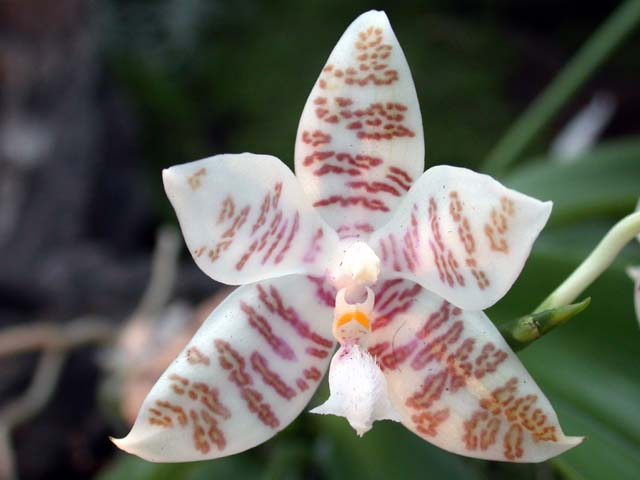
Phalaenopsis hieroglyphica
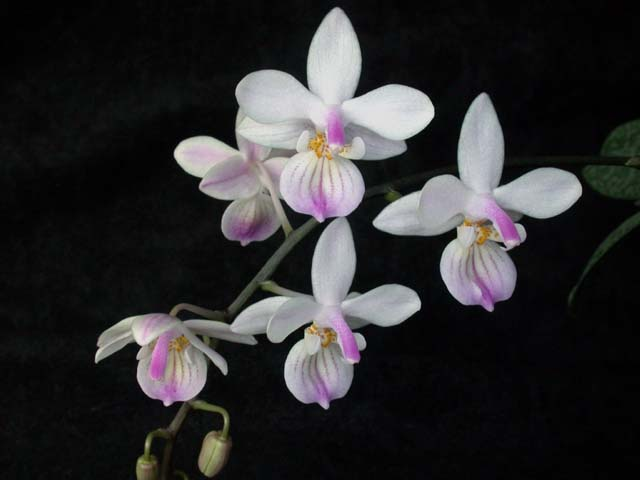
Phalaenopsis lindenii
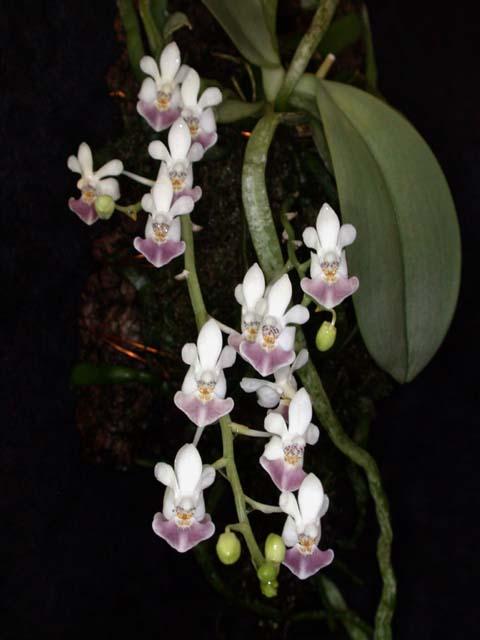
Phalaenopsis parishii
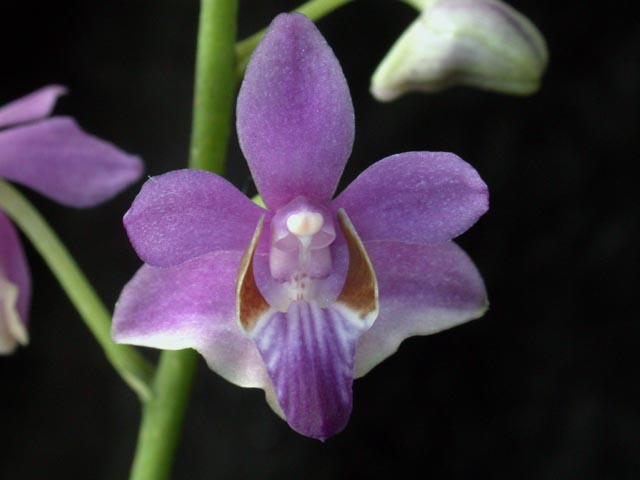
Phalaenopsis pulcherrima
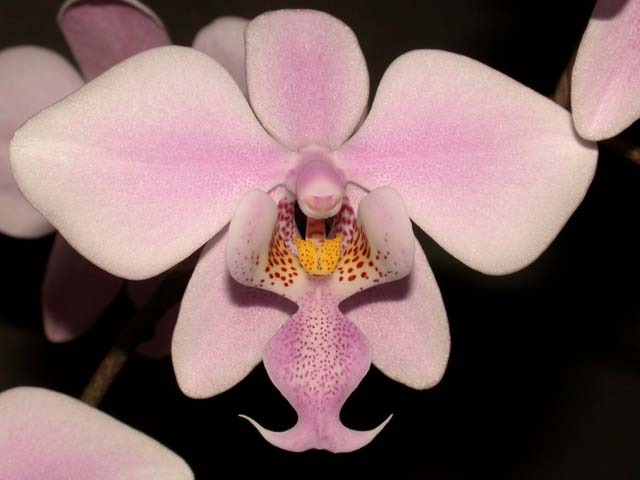
Phalaenopsis schilleriana
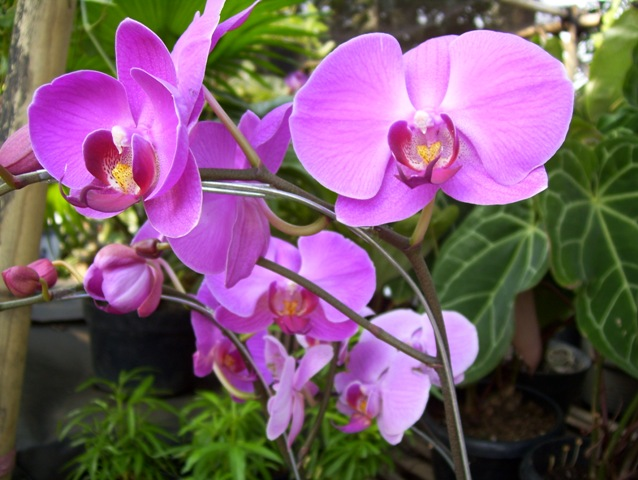
Гібридний фаленопсис